# Jan Kłoś
Jan Kłoś (ur. 18 maja 1896 w Kuczkowie, zm. w 1939 lub 1940) – major piechoty Wojska Polskiego, kawaler Orderu Virtuti Militari.

## Życiorys
Był synem Walentego. W czasie I wojny światowej walczył w szeregach armii niemieckiej, awansując w niej do stopnia sierżanta. Następnie wziął udział w powstaniu wielkopolskim. 25 kwietnia 1919 został mianowany podporucznikiem piechoty.
Służył w 57 pułku piechoty Wielkopolskiej w Poznaniu, w którym od 7 czerwca 1919 do 31 grudnia 1920 dowodził 5. kompanią. Był ranny.
23 czerwca 1925 został przeniesiony do Korpusu Ochrony Pogranicza. 27 stycznia 1930 został mianowany majorem ze starszeństwem z 1 stycznia 1930 i 76. lokatą w korpusie oficerów piechoty. W marcu 1930 został przeniesiony z KOP do 25 pułku piechoty w Piotrkowie na stanowisko kwatermistrza. W listopadzie 1933 został przesunięty na stanowisko dowódcy III batalionu. W sierpniu 1935 został przeniesiony do Powiatowej Komendy Uzupełnień Żywiec na stanowisko komendanta. Z końcem 1938 dowodzona przez niego jednostka została zlikwidowana, a on sam oddany do dyspozycji dowódcy Okręgu Korpusu Nr V i skierowany do Komendy Rejonu Uzupełnień Bielsko.
Prawdopodobnie w maju 1939 został przeniesiony do Komendy Rejonu Uzupełnień Bielsk Podlaski, w której zastąpił majora Władysława Mażewskiego na stanowisku komendanta rejonu uzupełnień. Po 17 września 1939 razem ze swoim podwładnym, kapitanem Ludwikiem Babińskim zaginął na terenie ówczesnego województwa poleskiego. Mógł być również zamordowany przez Sowietów w 1940 w Mińsku, w więzieniu „Amerykanka”.

## Ordery i odznaczenia
- Krzyż Srebrny Orderu Virtuti Militari – 13 kwietnia 1921[14][15]
- Krzyż Walecznych[16]